# Formica saxicola
Formica saxicola är en myrart som beskrevs av Buckley 1866. Formica saxicola ingår i släktet Formica och familjen myror. Inga underarter finns listade i Catalogue of Life.